# Sijo
Il Sijo (시조, letteralmente "ritmo del tempo", "ritmo del periodo") è la più conosciuta espressione poetica coreana del periodo Chosŏn (1392-1910) e ancora oggi viene scritto e recitato da molti. 
Compare in epoca piuttosto tarda, quando dal regno di Yŏngjo (1724-1776) si cominciò a mettere per iscritto tutte le poesie di quel genere, che fino ad allora venivano trasmesse per lo più oralmente.

## Struttura
Il Sijo si caratterizza per essere costituito da 3 versi, ciascuno con 14-16 sillabe e con una cesura nel mezzo che divide il verso in due emistichi, per questo a volte nelle traduzioni i Sijo vengano divisi in sei versi invece dei tre originali. Ogni mezzo verso consiste quindi di 6-9 sillabe, e a volte la seconda metà dell'ultimo verso viene accorciata di proposito. Può avere una funzione narrativa o riflessiva; introduce la situazione nel primo verso, la sviluppa nel secondo e scioglie l'intreccio nel terzo. La prima metà del verso finale contiene spesso la svolta tramite una particolare riflessione o una figura retorica. Il Sijo è spesso più lirico e personale di altre forme di poesia orientale. L'argomento del Sijo è tradizionalmente la natura, che può però espandersi ad argomenti più alti come la metafisica, la religione o l'astronomia, con uno spazio riservato anche alla riflessione del poeta.
il sijo ordinario (detto p'yŏng sijo) ha una struttura base di 3 versi, ognuno con un numero di sillabe tra le 14 e le 16, per un totale di 44-46 sillabe.
Il sijo medio o ŏt sijo ha un numero maggiore di sillabe che a volte vengono aggiunte al primo emistichio del primo verso. Il sijo lungo o sasŏl sijo ha invece un numero illimitato di sillabe aggiunte e può raggiungere lunghezze anche spropositate. A volte un componimento può essere anche formato da vari sijo ordinari disposti in sequenza e ognuno diventa una stanza vera e propria: questa forma viene detta "yŏn sijo" o "sijo a catena".

## Differenze con il Tanka giapponese
All'inizio veniva designata con il nome di tan-ga (lett. canzone breve) da non confondere però con un genere poetico giapponese fiorito nel periodo Heian (794-1186), ossia il tanka. Sijo e tanka sono molto diversi tra loro, nello stile e nel tempo: il tanka era usato soprattutto come strumento di comunicazione e vero e proprio ritratto dell'autore, mentre il sijo era usato per esternare i sentimenti del poeta di fronte alla situazione del tempo, o stati d'animo improvvisi, sulla fugacità della vita e simili. 
Dal punto di vista della metrica, inoltre, il tanka è composto di un unico distico con un numero medio di 31 sillabe, a differenza delle 44-46 del sijo.

## Storia
Le fonti sono tutte relativamente tarde, tra cui le più importanti sono il Ch'ŏnggu yŏng'ŏn (It. Versi immortali della Corea), Haedong kayo (It. Canzoni della Corea), Kogŭm kagok (It.Canzoni antiche e moderne), Kagok wŏllyu (It. Origini e tradizioni di canti musicati) e anche alcune raccolte curate nel nostro secolo.
Una caratteristica dei sijo è che gli autori sono in buona parte noti, mentre sono i titoli a mancare, e per citarli si usa spesso il primo verso della poesia. 
Inizialmente il sijo era monopolio esclusivo della classe nobile degli Yangban , ma grazie all'invenzione dell'alfabeto han'gŭl (nel 1446 ad opera di un comitato di eruditi presieduto dal re Sejong) divenne accessibile anche agli altri ceti sociali, che non sapevano leggere i caratteri cinesi con cui il sijo era originariamente scritto.
Altri importanti generi poetici tipici del periodo Chosŏn sono la akchang, la kasa, la chap-ka e la ch'ang-ga insieme anche alle kyonggich'e-ga e alle koryŏ sog-yo tipiche del periodo Koryŏ e che sopravvissero anche nella prima parte del periodo successivo.